# Elwin Gomo
Elwin Gomo est un consultant formateur  en communication digitale et chef de projet numérique, également cofondateur de la start‑up Nuxell Technologies, entreprise Congolaise spécialisée dans les nouvelles technologies de l’information et de la communication.

## Biographie

### Parcours professionnel
Spécialisé en communication digitale, stratégie social média, community management, création de contenus, publicité en ligne, email marketing et gestion de projet digital. Il accompagne tant les entreprises que les particuliers dans la valorisation et l’optimisation de leur présence numérique, en s’appuyant sur ses certifications Google et OpenClassrooms en marketing digital,.
Il occupe également des fonctions de chef de projet numérique, membre du club de lecture et d'écriture (CLE), chargé de communication et aux relations extérieures de l'association le Cercle des élites en voyage (CEVTE). Il a été récompensé par un diplôme d’honneur pour son dynamisme, sa passion et sa créativité, lors de la 5ᵉ édition des Trophées Panafricains de l’Excellence  Studio 210.

### Engagements et interventions publiques
Il intervient régulièrement en tant que conférencier ou panéliste pour partager son expérience et ses expertises dans le secteur numérique, à travers des conférences et débats au Congo. Il a également exprimé son point de vue sur les conditions de travail au sein de LaCongolaise242, incitant les professionnels de l’information à s’approprier les codes du web, soulignant que la communication en ligne ne se fait pas de la même manière que dans les médias traditionnels (radio, TV, presse écrite) et qu’il est essentiel de maîtriser ces codes pour produire des contenus de qualité.
Il a été le chef de mission lors d'une balade fluviale dans le cadre du programme de l’identification et la promotion des sites touristiques initier par l'association le Cercle des élites en voyage (CEVTE).

### Distinctions
- A l’occasion de la 5ᵉ édition des Trophées Panafricains de l’Excellence  Studio 210, en reconnaissance de son professionnalisme, son enthousiasme et sa créativité dans le domaine du numérique, il reçoit un diplôme d'honneur[1].